# دونگه گوراچیچه
دونگه گوراچیچه (به صربی: Donje Goračiće) یک منطقهٔ مسکونی در صربستان است که در سینیتسا واقع شده‌است. دونگه گوراچیچه ۵۷ نفر جمعیت دارد.